# Bron-Yr-Aur (instrumental)
«Bron-Yr-Aur» (pronunciación galesa: [brɔn.ər.Unɪr]) es un tema instrumental grabado por la banda de rock inglesa Led Zeppelin, y, con su duración total de dos minutos con seis segundos, es la grabación de estudio más corta bajo el nombre de la banda.

## Producción
La canción fue inicialmente grabada por Jimmy Page, durante las sesiones del álbum Led Zeppelin III en 1970, pero finalmente salió oficialmente al mercado en 1975, en el segundo disco de su sexto álbum de estudio, Physical Graffiti. Este tema fue después nombrado Bron-Yr-Aur, ya que los padres de Plant poseían una cabaña cerca del valle de Furnace, en Ceredigion del Norte, en Gales, donde Jimmy Page y Robert Plant estuvieron durante la composición del Led Zeppelin III. ("Bron-Y-Aur Stomp" es una canción diferente de Led Zeppelin III.)

## Estructura musical
«Bron-Yr-Aur» es una pieza tranquila, y uno de los últimos temas acústicos de Led Zeppelin. Presenta una afinación característica de Page, C6/A7 *Do-La-Do-Sol-Do-Mi*. Esta afinación sería la misma que se utilizó en el tema "Poor Tom".
Page usaba afinaciones abiertas pero cambiaba mucho, por ejemplo en la canción "Friends" la afinación es CGCGCE *DO-SOL-DO-SOL-DO-MI* (Do mayor) afinando la  quinta cuerda 1 tono más abajo que la canción que estamos analizando.
Hay que respetar a Page por estas sutilezas encontradas en el cambio de la afinación standard de la guitarra.

## Interpretaciones en vivo
El tema fue raramente interpretado en vivo por Led Zeppelin, pero se puede encontrar en algunos bootlegs. Puede ser oído en el bootleg Live On Blueberry Hill, en el que Robert Plant explica los orígenes de "Bron-Yr-Aur".
La versión de estudio de "Bron-Yr-Aur" aparece en la película The Song Remains The Same, en donde inicia casi a punto de que comience el concierto en Madison Square Garden, en 1973.